# 4-クロロフェニル酢酸-3,4-ジオキシゲナーゼ
4-クロロフェニル酢酸-3,4-ジオキシゲナーゼ（4-chlorophenylacetate 3,4-dioxygenase）は、次の化学反応を触媒する酸化還元酵素である。
4-クロロフェニル酢酸 + NADH + H+ + O2 {\displaystyle \rightleftharpoons } 3,4-ジヒドロキシフェニル酢酸 + 塩酸 + NAD+
反応式の通り、この酵素の基質は4-クロロフェニル酢酸とNADHとH+とO2、生成物は3,4-ジヒドロキシフェニル酢酸と塩酸とNAD+である。補因子として鉄を用いる。
組織名は4-chlorophenylacetate,NADH:oxygen oxidoreductase (3,4-hydroxylating, dechlorinating)である。